# هیدروکدون
هیدروکدون (انگلیسی: Hydrocodone) که با نام تجاری Hysingla به فروش می‌رسد، نوعی مسکن اوپیوئیدی است که برای درمان دردهای شدید طول‌کشیده که سایر مسکن‌ها مؤثر نبوده‌اند استفاده می‌شود. معمولاً به صورت ترکیبی استامینوفن/هیدروکودون یا ایبوپروفن/هیدروکودون برای درد شدید که نیاز به یک اپیوئید دارد و در ترکیب با هماتروپین متیل بروماید برای تسکین سرفه تجویز می‌شود. عوارض جانبی رایج شامل سرگیجه ، خواب‌آلودگی، حالت تهوع و یبوست است. عوارض جانبی جدی ممکن است شامل فشار خون پایین، تشنج، طولانی‌شدن QT، افت تنفسی و سندرم سروتونین باشد . کاهش سریع دوز ممکن است منجر به ترک مواد افیونی شود . استفاده در دوران بارداری یا شیردهی به طور کلی توصیه نمی‌شود.  اعتقاد بر این است که هیدروکودون با فعال‌کردن گیرنده‌های مواد افیونی ، عمدتاً در مغز و نخاع عمل می‌کند. هیدروکودون ۱۰ میلی‌گرم معادل حدود ۱۰ میلی‌گرم مورفین خوراکی است. هیدروکودون در سال ۱۹۲۳ ثبت اختراع شد، در حالی که فرمول طولانی اثر برای استفاده پزشکی در ایالات متحده در سال ۲۰۱۳ تایید شد. در سال ۲۰۱۷، این دارو با بیش از شش میلیون نسخه، ۱۱۸اُمین داروی رایج تجویز‌شده در ایالات متحده بود.  هیدروکودون یک شبه‌افیون نیمه مصنوعی است که از کدئین یا کمتر از تبائین تولید می‌شود . تولید با استفاده از مخمرهای دستکاری‌شده ژنتیکی توسعه یافته‌است اما به صورت تجاری استفاده نمی‌شود.

## مصارف پزشکی
هیدروکودون برای درمان دردهای متوسط تا شدید استفاده می شود. در فرمولاسیون مایع، برای درمان سرفه استفاده می شود. در یک مطالعه که قدرت هیدروکودون را با اکسی کدون مقایسه کرد، مشخص شد که برای دستیابی به همان درجه از میوز (انقباض مردمک) 50٪ هیدروکودون بیشتری لازم است. محققین این را به این معنا تفسیر کردند که اکسی کدون حدود 50 درصد قوی تر از هیدروکودون است.
با این حال، در یک مطالعه بر روی بیماران بخش اورژانس با شکستگی، مشخص شد که مقدار مساوی از هر دو دارو تقریباً به همان میزان تسکین درد ارائه می‌کند، که نشان می‌دهد تفاوت عملی کمی بین آنها هنگام استفاده برای این منظور وجود دارد. برخی منابع بیان می کنند که اثر ضد درد هیدروکودون در 20-30 دقیقه شروع می شود و حدود 4-8 ساعت طول می کشد. اطلاعات سازنده می گوید شروع اثر حدود 10-30 دقیقه و مدت زمان آن حدود 4-6 ساعت است. فاصله دوز توصیه شده 4-6 ساعت است.

## تداخلات
بیمارانی که الکل ، سایر مواد افیونی، آنتی هیستامین های آنتی کولینرژیک ، داروهای ضد روان پریشی ، داروهای ضد اضطراب ، یا سایر داروهای مضعف سیستم عصبی مرکزی (CNS) را همراه با هیدروکودون مصرف می کنند، ممکن است افسردگی افزایشی CNS را نشان دهند . هیدروکودون ممکن است با داروهای سروتونرژیک تداخل داشته باشد.